# A Child's History of England
A Child's History of England is een kinderboek van Charles Dickens. Het werd eerst uitgegeven in feuilletonvorm, met onregelmatige tussenpozen, in het tijdschrift Household Words tussen januari 1851 en december 1853.
Het verscheen in boekvorm in drie delen in 1852, 1853 en 1854. 
De verhalen beslaan de periode van 50 v.Chr. tot 1689 en eindigen met een hoofdstuk dat de verdere geschiedenis tot de tijd van koningin Victoria samenvat.
Het boek werd destijds hevig bekritiseerd. Dickens zou geen onderzoek hebben gedaan en een zwart-witweergave van de geschiedenis geven. Daar tegenover is door criticus Derek Hudson gesteld dat het gaat om een jongensboek waarin veel aandacht is voor sociale rechtvaardigheid en dat 'niet sterker bevooroordeeld is dan de meeste geschiedenisboeken die worden gebruikt in het lager onderwijs.'